# Alice Munro
Alice Ann Laidlaw, conocida como Alice Munro, (Wingham, 10 de julio de 1931-Ontario, 13 de mayo de 2024) fue una cuentista canadiense. Se la considera una de las escritoras contemporáneas más destacadas en lengua inglesa, la «Chéjov canadiense». En 2013 recibió el Premio Nobel de Literatura.

## Biografía
Alice Munro nació en Wingham, en Ontario, y vivió en una granja en el oeste de la misma provincia, en una época de depresión económica. Esta vida tan elemental fue decisiva como trasfondo de buena parte de sus relatos.
Conoció muy joven a James Munro, en la Universidad de Western Ontario, donde realizó trabajos manuales para pagarse sus estudios. Se casaron en 1951 y se instalaron en Vancouver. Tuvo su primera hija a los 21 años. Luego, ya con tres hijas, se trasladó en 1963 a Victoria, donde regentó con su marido una librería.
Se divorció en 1972, y al regresar a su provincia natal se convirtió en una fructífera escritora como residente en su antigua universidad. Volvió a casarse en 1976 con Gerald Fremlin. A partir de entonces consolidó su carrera literaria.
Falleció la noche del 13 de mayo de 2024 en un asilo para ancianos de Ontario, donde se trataba, desde hacía 12 años, de la demencia que padecía.En julio de 2024 su hija menor, Andrea Robin Skinner, confesó haber sufrido de niña continuados abusos sexuales por parte de Gerald Fremlin, su padrastro, y acusó a Munro de haber protegido a su marido. En 2005 fue condenado a dos años de libertad condicional.

## Trayectoria
Munro empezó a escribir cuentos en 1950, en su escaso tiempo libre. Sin embargo, fue hasta 1968 cuando publicó su libro debut, la aclamada colección de cuentos Danza de las sombras, que ganó el Governor General's Award, el premio literario más prestigioso de Canadá. Ese éxito fue seguido por la publicación del libro de relatos entrelazados, también leído como novela, La vida de las mujeres (1971). En 1978 apareció ¿Quién te crees que eres? (Who Do You Think You Are?, que fuera de Canadá se título The Beggar Maid), otra colección de historias entrelazadas. Este libro le valió un segundo Governor General's Award. De 1979 a 1982 realizó una gira de presentaciones públicas y lecturas por Australia, China y Escandinavia  En 1980 ocupó el puesto de escritora residente en la Universidad de Columbia Británica y en la Universidad de Queensland. Luego publicó Las lunas de Júpiter (1982), El progreso del amor (1986), Amistad de juventud (1990) y Secretos a voces (1994).[cita requerida]
Desde la década de 1980, Munro publicó una colección de cuentos cortos al menos una vez cada cuatro años. Las primeras versiones de sus historias han aparecido en revistas como The New Yorker, The Atlantic, Grand Street, Harper's Magazine, Mademoiselle y The Paris Review.[cita requerida]
Ya había sido traducida al español en esa década, con poco eco. Empezó a ser más conocida en el siglo XXI, con los relatos Odio, amistad, noviazgo, amor, matrimonio (2001), y luego con  Escapada (2004), que facilitaron la recuperación de su obra precedente. Se había mantenido hasta entonces como una escritora casi secreta, pero muy prestigiosa.
En La vista desde Castle Rock (2006) hizo un balance de la historia remota de su familia (en parte escocesa) emigrada a Canadá y describe ampliamente las dificultades de sus padres. Su libro se alejaba un poco de su modo expresivo anterior. Por entonces habló de retirarse, pero la publicación del excelente Demasiada felicidad (nuevos cuentos, aparecidos en 2009) lo desmintió.[cita requerida]
En 2012 publicó otro libro de relatos: Mi vida querida. Son cuentos más despojados y más centrados en el pasado. En su última sección se detiene en un puñado de recuerdos personales, que pueden verse como una especie de confesión definitiva de la autora, pues son «las primeras y últimas cosas —también las más fieles— que tengo que decir sobre mi propia vida».
El 10 de octubre de 2013, fue galardonada con el Premio Nobel de Literatura y fue citada como una «maestra de la historia corta contemporánea». Es la primera canadiense y la decimotercera mujer en recibir esa distinción.
Munro, que no se prodigó en la prensa, reconoció el influjo inicial de grandes escritoras —Katherine Anne Porter, Flannery O'Connor, Carson McCullers o Eudora Welty—, así como de dos narradores: James Agee y especialmente William Maxwell. Sus relatos breves se centran en las relaciones humanas, analizadas a través de la lente de la vida cotidiana. Por esto y por su alta calidad fue llamada "la Chéjov canadiense".[cita requerida]
Es conocida la asociación de Munro con el editor Douglas Gibson. Cuando Gibson dejó la sucursal canadiense de la editorial británica Macmillan, en 1986, para lanzar su propia huella de Douglas Gibson Books en McClelland y Stewart, Munro dejó su antigua editora para seguir a Gibson a la nueva compañía. Munro y Gibson conservaron su asociación profesional desde entonces. Cuando Gibson publicó sus propias memorias en 2011, Munro escribió la introducción, y Gibson a menudo hizo apariciones públicas en nombre de Munro cuando su salud le impidió aparecer personalmente.
Fue entrevistada extensamente por The Paris Review en 1994.
Las adaptaciones cinematográficas de los cuentos de Munro incluyen Martha, Ruth y Edie (1988), Edge of Madness (2002), Lejos de ella (2006), Hateship Loveship (2013) y Julieta (2016).[cita requerida]

## Escritos
Muchas de las historias de Munro están ambientadas en el condado de Huron, Ontario. Su fuerte enfoque regional es una de las características de su ficción. Los escritos de Munro sobre pueblos pequeños son comparados con los de escritores del sur rural de los Estados Unidos. Al igual que en las obras de William Faulkner y Flannery O'Connor, los personajes de Munro a menudo se enfrentan a costumbres y tradiciones profundamente arraigadas, pero la reacción de los personajes es generalmente menos intensa que la retratada por sus colegas del sur. Sus personajes masculinos tienden a capturar la esencia del hombre común, mientras que sus personajes femeninos son más complejos. Gran parte del trabajo de Munro ejemplifica el género literario conocido como Southern Ontario Gothic.
Las obras de Munro a menudo se comparan con las de grandes escritores de cuentos cortos. En sus historias, como en las de Chéjov, la trama es secundaria y «no pasa mucho». Al igual que con Chéjov, Garan Holcombe señala: «Todo se basa en el momento epifánico, la iluminación repentina, el detalle revelador, sutil y conciso». El trabajo de Munro trata sobre «el amor y el trabajo, y los defectos de ambos». Comparte la obsesión de Chéjov con el tiempo y nuestra muy lamentada incapacidad para retrasar o prevenir su implacable movimiento.
Un tema frecuente de sus escritos, particularmente evidente en sus primeras historias, ha sido el dilema de una niña que alcanza la mayoría de edad y se reconcilia con su familia y la pequeña ciudad donde creció. En obras recientes —como Hateship, Friendship, Courtship, Loveship, Marriage (2001) y Runaway (2004)— se ha enfocado en las tribulaciones de la mediana edad, de las mujeres solas y de los ancianos. Es una marca de su estilo el que los personajes experimenten una revelación que ilumina y da sentido a un evento.

La prosa de Munro revela las ambigüedades de la vida: "irónico y serio al mismo tiempo", "lemas de piedad y honor y flamante intolerancia", "conocimiento especial e inútil", "tonos de indignación estridente y feliz", "el mal gusto, la falta de corazón, la alegría de eso". Su estilo coloca lo fantástico junto a lo ordinario, cada uno subestimando al otro de maneras que evocan la vida de forma sencilla y sin esfuerzo. Como Robert Thacker escribió:
Los escritos que Munro crea [...] son una unión empática entre los lectores, especialmente los críticos. Nos atrae su escritura por su verosimilitud, no de mímesis... sino más bien del sentimiento de ser ella misma [...] de simplemente ser un ser humano.
Lives of Women and Girls tiene como dinámica central la tensión como consecuencia de la división entre hombres sobrevivientes de la sociedad y los habitantes de otro territorio, este último un lugar habitado por idiotas, seniles, enfermos mentales, criminales, y hombres de fe y pasión. La obra se compone de varios relatos individuales, pero interrelacionados, que forman una novela. El actor principal de cada relato aparece de forma paralela en todas las historias, concentrándose en su lucha por no comprometerse en ningún lado de la dialéctica de la obra. La protagonista Del Jordan se describe a sí misma como un camaleón, que en cada capítulo de Lives of Women and Girls atraviesa diferentes crisis en la búsqueda de un compromiso habitable entre “el mundo” y “el otro país".
The Beggar Maid tiene por nombre "What do you think you are" fuera de los Estados Unidos. Es el relato de la triste historia de Rose en la universidad, donde conoce a Patrick, su millonario futuro esposo, de quien se divorció tiempo después. Rose viene del lado pobre de una ciudad llamada Hanratty y, en el intento de alejarse de sus raíces, se encuentra con una serie de líos. Sin embargo, excede sus expectativas al ser sobresaliente en la secundaria y al conseguir una beca para la universidad.
Hateship, Loveship, Courtship, Loveship, Marriage es una conmovedora y temperamental obra compuesta por una serie de historias, donde la primera describe la decepción de unas colegialas y su juego de adivinanzas. En la historia Floating Bridge, una mujer tiene una cita con su oncólogo, su destino fatal y el hecho de notificarlo a su esposo, sin contar con la presencia de dos extraños en su auto al momento de llegar a casa a contárselo a sus hijos.

## Creación de nuevas versiones
Alice Munro publicaba versiones variadas de sus historias, a veces en un corto espacio de tiempo. Sus trabajos Save the Reaper y Passion salieron en dos versiones diferentes en el mismo año, en 1998 y 2004, respectivamente. En el otro extremo de la escala, dos historias fueron republicadas en una versión variante unos 30 años después, Home (1974/2006) y Wood (1980/2009). Ann Close y Lisa Dickler Awano informaron en 2006 que Munro no había querido volver a leer las galeradas de Runaway (2004): "No, porque voy a reescribir las historias".[cita requerida]
En su contribución al simposio, una apreciación de Alice Munro dice que de su historia Powers, por ejemplo, Munro hizo ocho versiones en total. Variantes de sección de Wood. Awano escribe que Wood es un buen ejemplo de cómo Munro, siendo "un autoeditor incansable", reescribe y revisa una historia, en este caso volviendo a ella por un segunda publicación casi treinta años después. En este caso, dice Awano, Munro revisó caracterizaciones, temas y perspectivas, así como sílabas rítmicas, una conjunción o un signo de puntuación. Los personajes cambian también. Infiriendo desde la perspectiva que toman las cosas, son de mediana edad en 1980 y mayores en 2009. Awano percibe un lirismo elevado provocado por la precisión poética de la revisión realizada por la autora.[cita requerida]
La versión 2009 se compone de ocho secciones en lugar de tres en 1980, y tiene un nuevo final. Awano escribe que Munro literalmente "reacaba" la primera versión de la historia, con una ambigüedad que es característica de las terminaciones de Munro, y que la autora reimagina sus historias a lo largo de su trabajo de diversas maneras. Varias historias fueron reeditadas con una variación considerable en cuanto a qué contenido pertenece a cada sección. Esto se puede ver, por ejemplo, en Inicio, El progreso del amor, ¿Qué quieres saber?, Los niños se quedan, Salva al segador, El oso llegó a la montaña, Passion, The View From Castle Rock, Wenlock Edge y Deep-Holes.[cita requerida]

## Obras

### Cuentos
- 1968: Danza de las sombras (Dance of the Happy Shades)
- 1971: Las vidas de las mujeres (Lives of Girls and Women)
- 1974: Algo que quería contarte (Something I’ve Been Meaning to Tell You)
- 1978: ¿Quién te crees que eres? (Who Do You Think You Are? o The Beggar Maid)
- 1982: Las lunas de Júpiter (The Moons of Jupiter)
- 1986: El progreso del amor (The Progress of Love)
- 1990: Amistad de juventud (Friend of My Youth)
- 1994: Secretos a voces (Open Secrets)
- 1998: El amor de una mujer generosa (The Love of a Good Woman)
- 2001: Odio, amistad, noviazgo, amor, matrimonio (Hateship, Friendship, Courtship, Loveship, Marriage)
- 2004: Escapada (Runaway)
- 2006: La vista desde Castle Rock (The View from Castle Rock)
- 2009: Demasiada felicidad (Too Much Happiness)
- 2012: Mi vida querida (Dear Life)

### Antologías
- 1996: Selected Stories (después retitulado Selected Stories 1968-1994 y A Wilderness Station: Selected Stories, 1968-1994)
- 2003: No Love Lost
- 2004: Vintage Munro
- 2006: Alice Munro's Best: A Selection of Stories
- 2006: Carried Away: A Selection of Stories. Introducción de Margaret Atwood.
- 2011: New Selected Stories
- 2014: Lying Under the Apple Tree. New Selected Stories
- 2014: Todo queda en casa (Family Furnishings: Selected Stories 1995-2014)

## Sobre Munro

## Premios
- 1968: Governor General’s Award por Danza de las sombras
- 1978: Governor General’s Award por ¿Quién te crees que eres?
- 1986: Governor General’s Award por El progreso del amor
- 1986: Premio Marian Engel
- 1995: Lannan Literary Award
- 1995: W. H. Smith Literary Award por Secretos a voces
- 1998: Premio del Círculo de Críticos Nacional del Libro por El amor de una mujer generosa[18]
- 1998: Premio Giller por El amor de una mujer generosa
- 2001: Premio Rea
- 2004: Premio Giller por Escapada
- 2005: Premio Reino de Redonda[19]
- 2009: Premio Booker Internacional
- 2011: Premio Tormenta por Demasiada felicidad[20]
- 2013: Premio Nobel de Literatura[21]